# Resolutie 49 Veiligheidsraad Verenigde Naties
Resolutie 49 van de Veiligheidsraad van de Verenigde Naties werd op 22 mei 1948 aangenomen. De stemming verliep acht tegen nul met drie onthoudingen van Syrië, Oekraïne en de Sovjet-Unie. De Veiligheidsraad riep de strijdende partijen in het Mandaatgebied Palestina op tot onderhandeling.

## Achtergrond
Een vragenlijst was gestuurd naar de landen rondom Palestina. Op 22 mei 1948 werd Irak mee uitgenodigd in de VN-Veiligheidsraad.

## Inhoud
De Veiligheidsraad bracht in rekening dat de vorige resoluties inzake Palestina niet nageleefd werden en er nog steeds militaire acties plaatsvonden. Alle autoriteiten werden opgeroepen om het militaire geweld te staken en een staakt-het-vuren uit te vaardigen binnen de 36 uren na middernacht 22 mei standaard New Yorktijd.
De Bestandscommissie en alle partijen werd gevraagd de hoogste prioriteit te geven aan onderhandeling en het behoud van het bestand in de stad Jeruzalem. De Bestandscommissie die was opgericht met resolutie 48 werd opgeroepen de Veiligheidsraad te informeren over de toepassing van de vorige twee paragrafen. Alle betrokken partijen werd gevraagd de door de VN aangeduide tussenpersoon uit resolutie 186 van de Algemene Vergadering zo veel mogelijk te helpen bij zijn taak.

## Verwante resoluties
- Resolutie 46 Veiligheidsraad Verenigde Naties riep op de orde te herstellen.
- Resolutie 48 Veiligheidsraad Verenigde Naties richtte de Commissie voor Palestina op.
- Resolutie 50 Veiligheidsraad Verenigde Naties riep op binnen de vier weken de gevechten te stoppen.
- Resolutie 53 Veiligheidsraad Verenigde Naties riep op een verlenging van het bestand te aanvaarden.

Lijst ·  38 ·  39 ·  40 ·  41 ·  42 ·  43 ·  44 ·  45 ·  46 ·  47 ·  48 ·  49 ·  50 ·  51 ·  52 ·  53 ·  54 ·  55 ·  56 ·  57 ·  58 ·  59 ·  60 ·  61 ·  62 ·  63 ·  64 ·  65 ·  66